# Australian Rugby League (jeu vidéo)
Australian Rugby League est un jeu vidéo de rugby à XIII sorti en 1994 sur Mega Drive. Le jeu a été développé par Electronic Arts et édité par EA Sports.
Le jeu est basé sur Rugby World Cup 1995 mais utilise les règles du rugby à XIII au lieu de celles du rugby à XV.